# Forrest Kline

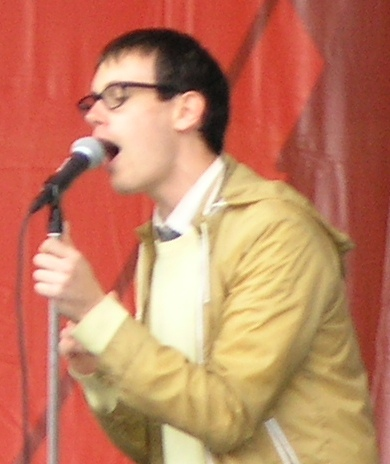
O músico em concerto, 2007

Forrest Scott Kline (nasceu em Novembro 7, 1983) é o líder cantor/compositor e guitarrista da banda “power-pop”, Hellogoodbye (HGB, vulgarmente chamada). Ele é de Huntington Beach, California e estudou no liceu dessa mesma cidade com outro membro da banda, Jesse Kurvink.